# Matej Rode
Matej Rode, slovenski slavist, rusist, bolgarist in prevajalec, * 6. junij 1930, Meljine, Kraljevina Jugoslavija (sedaj Črna gora), † 31. julij 2012, Celje

## Življenje
Matej Rode se je rodil materi Rozaliji Rode (rojeni Baloh) in očetu Mateju Rodetu v kraju Meljine v Boki Kotorski. Njegov oče je bil mornariški intendant in zato se je družina pogosto selila. Del časa je preživel tudi pri sorodnikih v Tuhinjski dolini in v okolici Kamnika. Začetek 2. svetovne vojne je družina pričakala v Zemunu, kjer je obiskoval osnovno šolo. Leta 1942 mu je umrl oče, mati pa je Mateja in njegovega leto mlajšega brata Božidarja dala v internat. Nižjo gimnazijo je končal v Zagrebu in višjo gimnazijo v Ljubljani, kjer se je 1950 vpisal na študij slavistike na Filozofski fakulteti. Med študijem je prijateljeval s skupino, iz katere so izšli pomembni pesniki Ivan Minatti, Tone Pavček in Ciril Zlobec. Kot profesor slovenščine in ruščine je nato služboval v Celju, večino časa na celjski gimnaziji in kasneje na celjski Srednji zdravstveni šoli. Leta 1976 je za nekaj let prevzel funkcijo predsednika Slavističnega društva Celje. Bil je tudi predavatelj ruskega jezika na Visoki komercialni šoli in Pedagoški akademiji v Mariboru ter sodni tolmač za ruski in bolgarski jezik. Ves čas je prevajal, zlasti iz ruščine, bolgarščine in srbohrvaščine, ter pisal o teoriji prevajanja. Poročen je bil s Franko Rode (rojeno Negri) in imel dva sinova.

## Delo
Rode je pisal članke in razprave o literarnih in drugih kulturnih stikih med slovenščino in slovanskimi jeziki, največ o slovensko-bolgarskih (Anton Aškerc v Bolgariji), France Bevk in Bolgari, Hristo Botev pri Slovencih, Jordan Jovkov pri Slovencite), slovensko-makedonskih (Študije, pregledi in kritike o makedonski književnosti, Minatti znova v makedonščini) in slovensko-beloruskih (Mihail Babrovski in Slovenci) stikih. Največ je objavljal v Jeziku in slovstvu in v Sodobnosti. Sodeloval je pri večjezični enciklopediji Istorija na slavistikata ot kraja na XIX i načaloto na XX vek (1981, ur. Emil Georgiev), pri sestavljanju učbenikov (Vesëlye stranicy: Sbornik tekstov dlja samostojate'nogo čtenija dlja učenikov pervogo klassa gimnazii, učbenik ruščine za srednje šole, 1969) ter slovarjev (bil je soavtor Slovensko-srbskohrvaškega slovarja 1981). Pisal je o prevodoslovju (Zgodnja recepcija Iva Andrića pri Slovencih, Krst pri Savici v prevodih, Zgodnji prevodi Prešernovih pesmi v srbohrvaščino). Obsežno je še njegovo prevajalsko delo: iz slovanskih jezikov je prevajal kratko prozo in romane (npr. avtorje Boiana Bolgara, Pavla Vežinova, Ivana Vazova ...) ter ljudske pravljice (prevod čeških narodnih pravljic Vodna roža (1956), zbirka bolgarskih narodnih pravljic Zlato dekle (1955), souredil je tudi zbirko Živa voda in druge bolgarske pravljice (1958)). Njegova bibliografija obsega več kot 450 objav, pri katerih je bil bodisi avtor bodisi urednik ali prevajalec.
Njegove jezikoslovne objave so s področja slovnične kontrastivnosti (slovenščina-ruščina), specifično slovenistične pa o klasifikaciji krajšav in nepravem premem govoru.
Zaradi izjemnih dosežkov na področju slavistike in ohranjanju medslovanskih, predvsem slovensko-bolgarskih, kulturnih stikov mu je Slavistično društvo Slovenije leta 1992 podelilo naziv častnega člana društva.